# Economía urbana

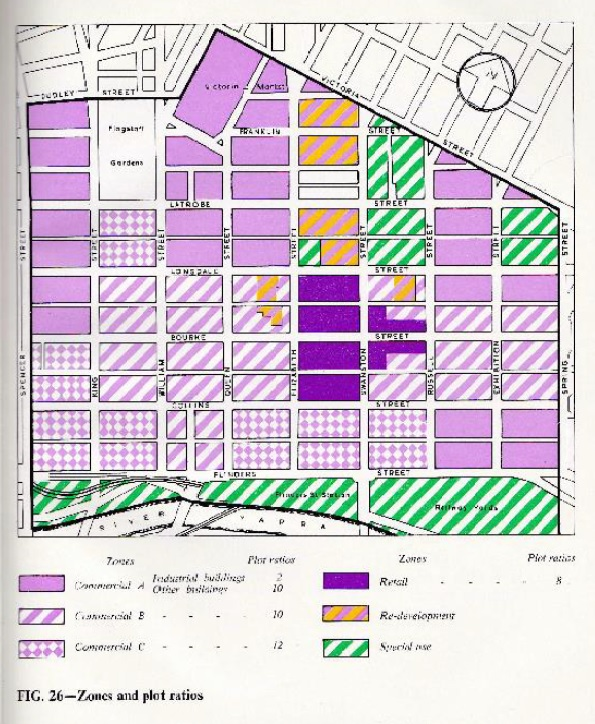
La zonificación es uno de los fenómenos estudiados por la economía urbana. Mapa de un distrito comercial en Melbourne, Australia en 1964.

La economía urbana es el uso de herramientas de la economía y la urbanística para analizar fenómenos de áreas urbanas como el crimen, la educación, el transporte público, la vivienda y las finanzas de los gobiernos locales. Más específicamente, es una rama de la microeconomía que estudia la estructura espacial urbana y la ubicación de hogares y empresas.
Los economistas urbanos estudian la infraestructura, uso del espacio y factores locales de los centros urbanos como ámbitos creadores de sinergias económicas. También analizan las externalidades y oportunidades de los centros urbanos con respecto a sus actividades económicas, sentando las bases para la creación y mejora de servicios urbanos.
La economía urbana se centra en estas relaciones espaciales entre individuos y organizaciones para comprender la formación, el funcionamiento y el desarrollo de las ciudades. Un origen del análisis económico de las ciudades parte del modelo de ciudad monocéntrica desarrollado en la década de 1960 por los economistas William Alonso, Richard Muth y Edwin Mills. Los supuestos de monocentricidad se han debilitado con el tiempo debido a desarrollos en el transporte, las telecomunicaciones y el diseño urbano, permitiendo una mayor flexibilidad en la creación de economías de aglomeración.

## Introducción
La economía urbana tiene sus raíces en las teorías de la ubicación de Harold Hotelling, Johann Heinrich von Thünen, William Alonso, Walter Christaller y August Lösch que colocaron las bases del análisis económico del espacio. Si la economía estudia la asignación de recursos, la economía urbana se centra en la asignación del espacio en las áreas urbanas. La economía urbana se centra no solo en las decisiones individuales de ubicación de las empresas, sino también de las ciudades mismas como centros de actividad económica.
Algunos fenómenos económicos afectan principalmente a áreas urbanas mientras que otros se sienten en áreas geográficas más extensas. El economista Arthur O'Sullivan plantea que la economía urbana puede dividirse en seis áreas de estudio: las fuerzas del mercado en el desarrollo de las ciudades, el uso del suelo dentro de las ciudades, el transporte urbano, los problemas urbanos y las políticas públicas de las ciudades, la vivienda y las finanzas públicas locales.

## Economía urbana cuantitativa moderna
Stephen J. Redding en "Quantitative Urban Economics" (2024), realiza una revisión de los modelos cuantitativos de economía urbana y analizando sus características.